# Hans Lewald
Hans Lewald (* 29. Mai 1883 in Leipzig; † 10. November 1963 in Basel) war ein deutscher Rechtswissenschaftler.

## Leben

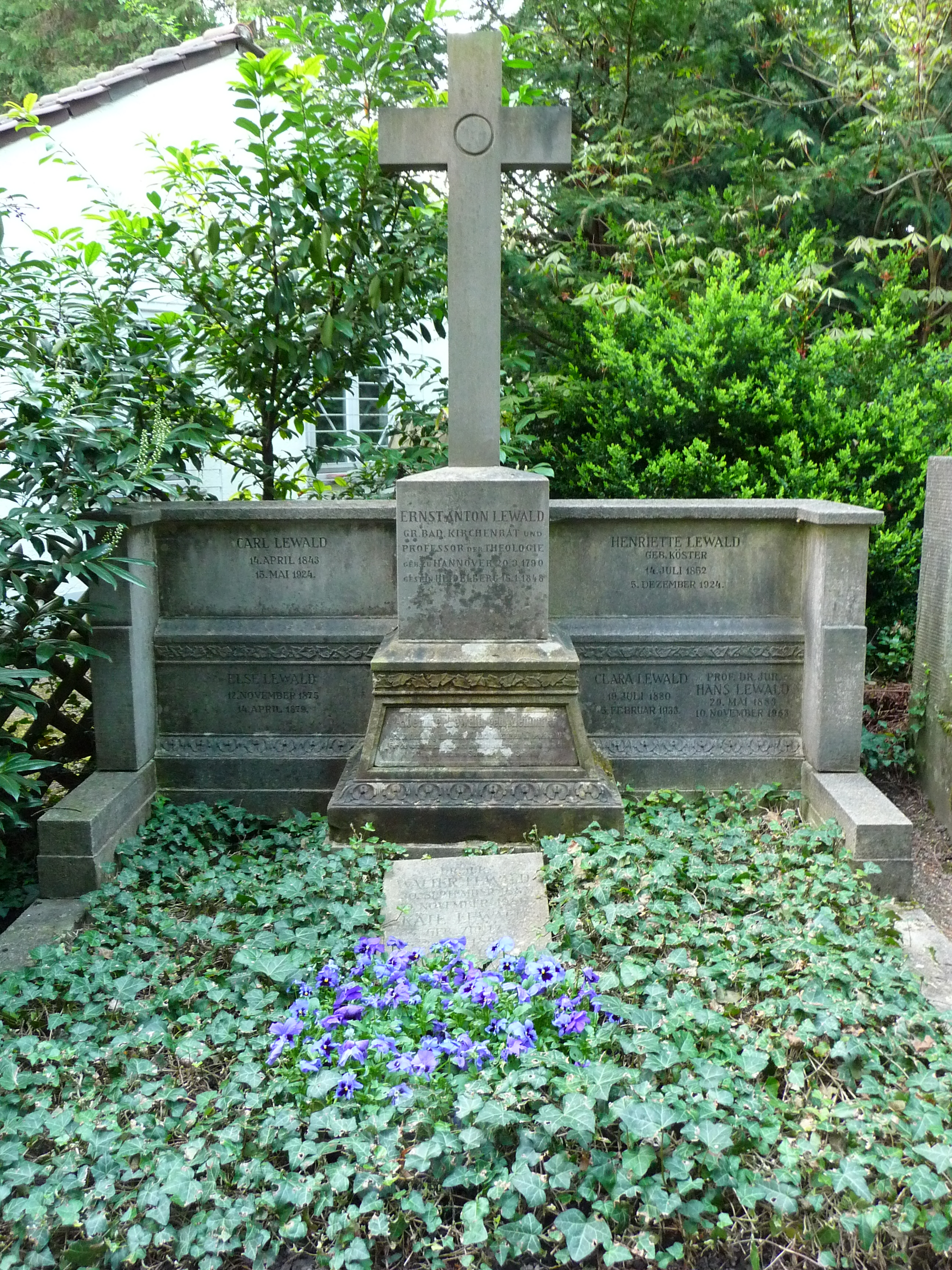
Grabstätte von Ernst Anton Lewald auf dem Heidelberger Bergfriedhof, hier ruht auch sein Enkel Hans Lewald

Hans Lewald besuchte die Thomasschule zu Leipzig, wo er sein Abitur ablegte. Er studierte anschließend zuerst Mathematik, wechselte dann aber zum Studium der Rechtswissenschaften an die Universitäten Leipzig, Lausanne, Berlin, München und an die Ruprecht-Karls-Universität Heidelberg. 1908 wurde Hans Lewald an der Universität Leipzig mit seiner Dissertation Beiträge zur Kenntnis des gräko–ägyptischen Grundbuchrechts zum Dr. iur. mit summa cum laude promoviert. 1910 habilitierte sich Lewald an der Universität Würzburg.
Ab 1911 war er außerordentlicher und 1913 ordentlicher Professor an der Universität Lausanne (Nachfolger von Paul Koschaker). 1915 erhielt er einen Ruf nach Frankfurt am Main und ab 1920 lehrte er an der Kölner Universität als ordentlicher Professor für Römisches Recht. Nach der Wiedererrichtung der Universität 1919 wurde die Rechtswissenschaftliche Fakultät am 9. Januar 1920 mit zunächst fünf ordentlichen Professorenstellen eröffnet. Er verließ Köln bald und folgte 1923 wieder einem Ruf nach Frankfurt. Von 1932 bis 1935 lehrte Lewald dann an der Berliner Universität zusätzlich Bürgerliches Recht und Internationales Privatrecht.
Ende September 1935 wurde er auf seinen Antrag hin aus dem preußischen Staatsdienst entlassen. Vorausgegangen war im Juni ein Ruf an die Universität Basel für eine Professur für Rechtsgeschichte und Privatrecht. „In Verehrung mit deutschem Gruß Ew. Spektabilität ganz ergebener“ versicherte Lewald dem Dekan, dass ihm die Aufgabe seiner Berliner Professur sehr schwer falle. 1953 emeritierte Lewald, lehrte aber noch als Honorarprofessor in Freiburg und Frankfurt.

## Familie
Er war der Sohn von Carl Lewald (1843–1924), Rechtsanwalt am Reichsgericht in Leipzig und der Henriette Köster (1854–1924), sein Bruder war der Rechtsanwalt Walter Lewald. Sein Großvater war Ernst Anton Lewald (1788–1848, getauft 1805), Prof. Dr. phil., Professor der Theologie in Heidelberg. Er war ein Nachkomme des Hannoveraner Hoffaktors Michael David.

## Ehrungen
Lewald erhielt den Ehrendoktor (Dr. jur. h. c.) von sechs Universitäten. Er war außerdem Mitglied des Institut de droit international in Gent und der Kaiser-Wilhelm-Gesellschaft in Berlin.

## Veröffentlichungen (Auswahl)
- Beiträge zur Kenntnis des römisch-ägyptischen Grundbuchrechts . Dissertation 1908
- Zur Personalexekution im Recht der Papyri. 1910  (Habilitationsschrift)
- Deutsches Internationales Privatrecht. 1931
- Conflits des lois dans le monde grec et romain. 1946
- Festschrift Hans Lewald. Hrsg.: M. Gerwig, A. Simonius, K. Spiro, Theodor Süss, Ernst Wolff. 1953